# NGC 1250

NGC 1250

NGC 1250 في الفهرس العام الجديد، هي مجرة، تقع في كوكبة حامل رأس الغول. اكتشفت في 21 أكتوبر 1886 بواسطة لويس سويفت.

## روابط خارجية
- NGC 1250 على موقع ويكي سكاي: DSS2, SDSS, GALEX, IRAS, Hydrogen α, X-Ray, Astrophoto, Sky Map, Articles and images